# 日本六大一覧
日本六大一覧（にほんろくだいいちらん）は、日本を代表する、名数6で束ねられる物事の一覧である。

## はじめに
- 必ずしもランキングのトップ6ではない。
- 複数説あるものはその旨を示す。
- 厳密には「日本を代表する六大」ではないものの、個別の分野で日本を代表しているとも言える地域や時代・文化などにおける六大は、ここで扱う（例：江戸の六上水）。

## 宗教
- 南都六宗
  - 法相宗、倶舎宗、三論宗、成実宗、華厳宗、律宗[1]
- 六大師 - 朝廷から大師号が贈られた25人の僧侶のうち、6人の高僧
  - 弘法大師（空海）、伝教大師（最澄）、慈覚大師（円仁）、智証大師（円珍）、慈慧大師（良源）、円光大師（法然）[2]

## 歴史
- 六国史
  - 日本書紀、続日本紀、日本後紀、続日本後紀、文徳実録、三代実録[3]
- 追尊六天皇 - 天皇に就任しなかった親王のうち、死後天皇を追号された者（歴代数には通常含めない）
  - 岡宮天皇（草壁皇子）、春日宮天皇（施基親王）、崇道尽敬皇帝（舎人親王）、崇道天皇（早良親王）、陽光天皇（誠仁親王）、慶光天皇（典仁親王）[4]
- 六衛府（六府） - 772年
  - 左近衛府、右近衛府、左衛門府、右衛門府、左兵衛府、右兵衛府[5]
- 六官僚 - 鎌倉幕府
  - 大江広元、中原親能、二階堂行政、大中臣秋家、藤原邦道、三善康信[6]

## 地理
- 江戸の六上水
  - 神田上水、玉川上水、本所上水（亀有上水）、青山上水、三田上水（三田用水）、千川上水[7]
- 六大都市 - 1922年の「六大都市行政監督ニ関スル法律」で定められたもの
  - 東京市、大阪市、神戸市、京都市、名古屋市、横浜市 [8]
- 日本六大洞窟
  - 龍泉洞(岩手県)、秋芳洞(山口県)、竜河洞(高知県)の日本三大洞窟にあぶくま洞(福島県)、球泉洞(熊本県)、玉泉洞(沖縄県)を加えた者もの[9]

## 社会
- 六法
  - 憲法、民法、商法、刑法、民事訴訟法、刑事訴訟法[10]
- 六大法律学校（日本六大法律学校）
  - 帝国大学、和仏法律学校、明治法律学校、専修学校、東京専門学校、英吉利法律学校、日本法律学校[11]
- 地方六団体
  - 全国知事会、全国都道府県議会議長会、全国市長会、全国市議会議長会、全国町村会、全国町村議会議長会[12]
- 六大企業集団
  - 三井、三菱、住友、芙蓉、三和、第一勧銀[13]
- 六大商社
  - 三菱商事、三井物産、住友商事、伊藤忠商事、丸紅、日商岩井[14]
- 福祉六法
  - 生活保護法、児童福祉法、母子及び寡婦福祉法、身体障害者福祉法、知的障害者福祉法、老人福祉法[10]

### 教育
- 明治六大教育家
  - 大木喬任、近藤真琴、中村正直、新島襄、福澤諭吉、森有礼[15]
- 東京六大学
  - 早稲田大学、慶應義塾大学、明治大学、法政大学、立教大学、東京大学（加盟の順）[16]
- 関西学生野球連盟（1982年 - ）
  - 関西大学、関西学院大学、京都大学、近畿大学、同志社大学、立命館大学[16]
- 旧六医大
  - 千葉大学、新潟大学、金沢大学、岡山大学、長崎大学、熊本大学[17]
- 六領域 - 幼稚園教育要領
  - 健康、社会、自然、言語、音楽リズム、絵画制作[18]

## 生活
- 六米（りくべい・ろくべい）
  - 黍（もちきび）、稷（たかきび）、稲、粱（おおあわ）、菰（まこも）、大豆[19]
- 6つの基礎食品群 - 厚生省保健医療局
  - 1群：魚、肉、卵、大豆、大豆製品。2群：牛乳、乳製品、海藻、小魚類。3群：緑黄色野菜。4群：淡色野菜、果物。5群：穀類、イモ類、砂糖。6 群：油脂類、脂肪の多い食品[20]

## 芸術・文化
- 六歌仙
  - 僧正遍昭、在原業平、文屋康秀、喜撰法師、小野小町、大友黒主[21]
- 六人党 - 和歌
  - 藤原範永、平棟仲、藤原経衡、源頼実、源頼家、源兼長[22]
- 新六歌仙
  - 藤原良経、慈円、藤原俊成、西行、藤原定家、藤原家隆[23]
- 六女集 - 6人の女流歌人の家集
  - 清少納言、紫式部、小馬命婦、賀茂保憲女、経信卿母、俊成卿女[24]
- 六家集
  - 藤原俊成（長秋詠藻）、西行（山家集）、九条良経（秋篠月清集）、藤原定家（拾遺愚草）、慈円（拾玉集）、藤原家隆（壬二集、別名: 玉吟集）[25]
- 六先哲 - 俳諧
  - 山崎宗鑑、荒木田守武、松永貞徳、安原貞室、北村李吟、松尾芭蕉[26]
- 名工六作 - 能面の名工
  - 増阿弥、福来、宝来、春若、千種、三光坊[27]
- 六宗匠 - 茶の湯
  - 村田珠光、鳥居引拙、武野紹鷗、千利休、古田織部、小堀遠州[28]
- 六大浮世絵師
  - 鈴木春信、鳥居清長、喜多川歌麿、葛飾北斎、東洲斎写楽、歌川広重[29]
- 六古窯（日本六大古窯）
  - 瀬戸焼（愛知県瀬戸市）、常滑焼（愛知県常滑市）、越前焼（福井県越前町）、信楽焼（滋賀県甲賀市）、丹波立杭焼（兵庫県丹波篠山市）、備前焼（岡山県備前市）[30]
- 時代劇六大スター
  - 大河内傳次郎、片岡千恵蔵、嵐寛寿郎、阪東妻三郎、長谷川一夫、市川右太衛門[31]
- （年）六場所制
  - 1月(初場所)、3月(春場所)、5月(夏場所)、7月(名古屋場所)、9月(秋場所)、11月(九州場所)[32]